# Agrilinus ater
Agrilinus ater är en skalbaggsart som beskrevs av De Geer 1774. Agrilinus ater ingår i släktet Agrilinus och familjen Aphodiidae.

## Underarter
Arten delas in i följande underarter:
- A. a. falsarius
- A. a. ascendens
- A. a. lucasi